# 戈爾什科夫蘇聯海軍元帥號航空母艦
戈爾什科夫蘇聯海軍元帥號航空母艦（俄语：Адмирал флота Советского Союза Горшков）是一艘基輔級航空母艦，原名為「巴庫號」。原先該艦為蘇聯海軍所建造，是基輔級航空母艦的四号舰。蘇聯解體後由俄羅斯海軍繼承，經改裝後售予印度並命名為超日王號航空母艦，於2013年起在印度海军服役。
由於戈爾什科夫號與先前的基輔級姊妹艦相比下有許多改良，包括更先進的平面陣列雷達、電子戰設備和更佳的指揮設施，舰岛构造与武器系统配置也明显有别于前三艘姊妹艦，因改动过大有時被視為單獨的一個艦級。

## 歷史
巴庫號於1978年在烏克蘭尼古拉耶夫造船廠（或稱「第444號船塢」）放下了龍骨，建造代号104，包括舰体内部结构、武器系统、电子设备与基輔級前三艘有较大的变化，在1982年3月31日下水、1987年12月通过验收正式服役，服役的延遲很大程度是因為新式指揮和控制系統軟體的程式錯誤以及建造过程中提出新的设计改动所致，不过这也为后来新设计的常规起降航母的建造验证解决了一些技术问题。在1988年12月巴庫號驶抵北莫尔斯克编入苏联海军北方舰队。
蘇聯於1991年解體後，「巴庫」已是獨立的亞塞拜然之首都，而該艦已隸屬俄羅斯海軍，故改名為冷戰期間為蘇聯海軍擴張的海軍總司令——蘇聯海軍元帥謝爾蓋·格奧爾基耶維奇·戈爾什科夫之名。
繼承蘇聯解體後主要軍事力量的俄羅斯海軍軍費大為縮減，艦艇維護品質不佳，戈爾什科夫號1992年在码头维修时，舰艉机械舱发生火灾并殃及了轮机舱，此后就一直在维修状态，1994年發生鍋爐爆炸的事件，該艦因此停泊港內丧失了行动能力，原计划於1995年維修完成後恢復服役，但該計畫隨即又被取消，最終於1996年被預定出售。

### 转卖印度

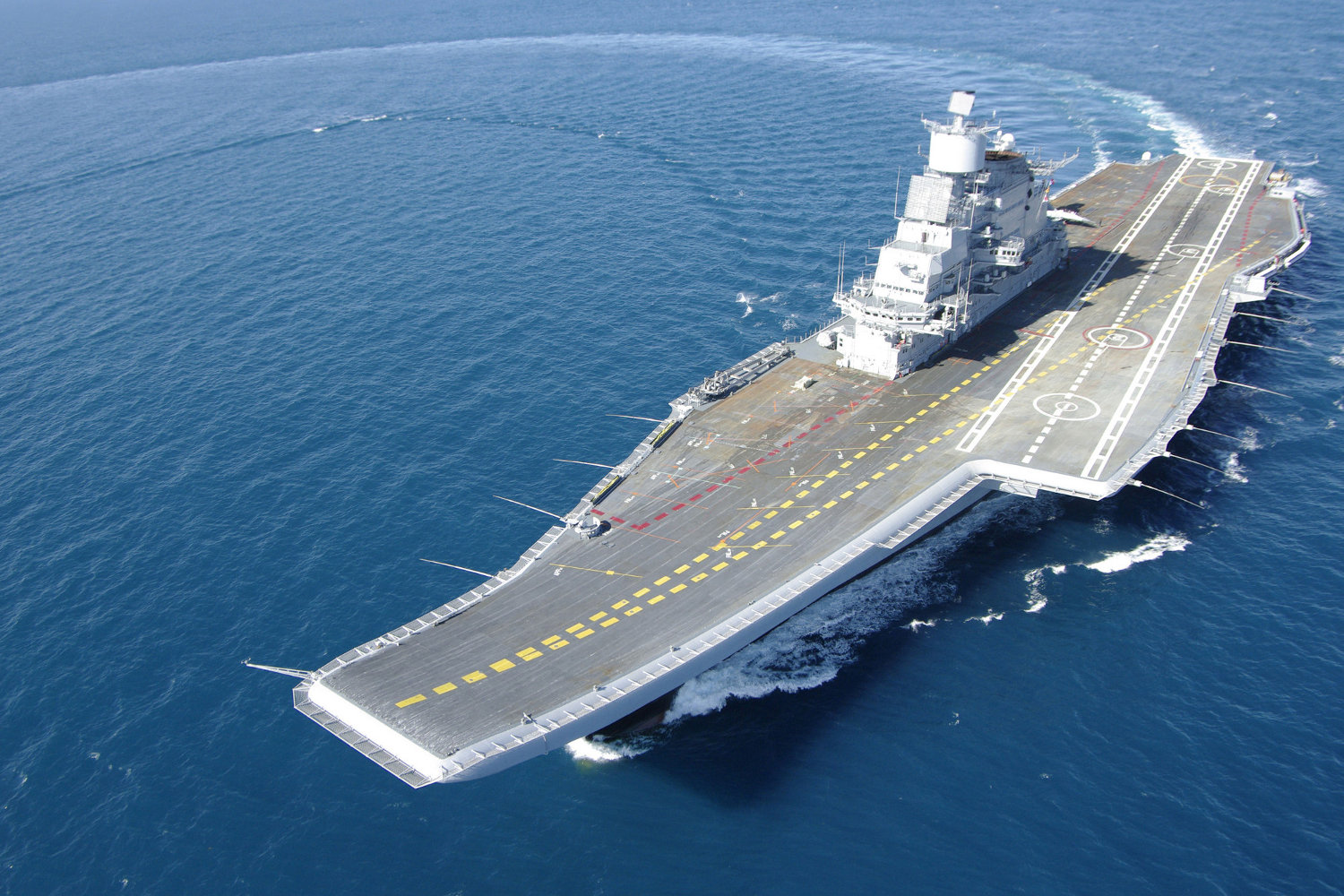
印度海軍超日王號航空母艦將甲板改裝成短距起飛攔阻降落航母

2004年1月20日，俄羅斯同意將戈爾什科夫號出售給印度，但費用細節尚未談妥。原訂價格為9.47億美金，由俄羅斯主要造船企業——北德文斯克造船厂進行該艦的升級作業。2009年12月17日，據報導，印度與俄國在此艦的合同上以23億美金的價錢達成協議。
戈爾什科夫號艦上的武器全部拆去，包括位于船頭至舰桥之前的前甲板上武器系统，裝設了滑跳式甲板、飞行甲板面积增大、改裝為「短程起飛-攔阻索回收」（STOBAR）的配置，原本已损坏的㶽炉全部予以更换，改装新的柴油发电机，舰桥上雷达等电子设备大多被拆除予以更新。將船命名為「維蘭瑪迪雅號航空母艦」（又译“维克拉玛蒂亚号”、“旃陀罗·笈多二世号”或者“超日王号”）。
为印度海军的改装工作进行时，原定于2011年11月进行的首次海试推迟到2012年3月，后来又推迟到2012年5月25日进行首次试航。但2012年5月24日，俄新社表示，原定的海试计划因为天气原因将推迟到6月初进行。
2012年6月8日，維蘭瑪迪雅號航空母艦出海进行了交付前的测试。 然而高速測試期間出現了嚴重的動力系統損壞事故，事故中8座鍋爐中7座無法繼續運轉，以至無足夠動力的航艦需要駁船拖回造船廠，勢必大大延緩航艦的交付日期，原定交付日期不會早於2013年10月。 2013年7月維蘭瑪迪雅號再度出海测试。俄罗斯于2013年11月16日上午在北德文斯克向印度交付維蘭瑪迪雅號航母。

## 設計
巴庫號作為蘇聯1143工程「艦載航空巡洋艦」的四號艦，相較於同級的姊妹艦，巴庫號有許多的差異，算是為庫茲涅佐夫號航空母艦新科技的測試平台，尤其是艦橋上部新安装的“火星-信风”平面陣列雷達，其為「望天」式多功能雷達，讓該艦具有抗飽和攻擊之能力，類似美軍企業號航空母艦的SCANFAR雷達，替換了原先基輔級使用的「頂舵」雷達，但同SCANFAR，望天雷達也被證明不夠可靠。最高處的三座標雷達，北約代號為「頂板」，下有一個飛機導航系統，北約代號為「糕餅筒」，艦島中部兩側還有新式的「十字劍」制導雷達。该舰还安装有新型“伐木工”作战信息系统。
武器方面，巴庫號也與基輔級有很大的不同，主要武器系统重新布置于舰岛上之前的前甲板，原先後者配置兩款防空導彈：SA-N-3「高腳杯」式和SA-N-4「壁虎」式被置換成四組SA-N-9垂直發射對空導彈系統，期望以該飛彈擔負「點防禦」的任務，而「區域防禦」則交由艦載機負責，並將原先的76毫米口径艦砲換成了100毫米口径。飛行甲板與空中武力的部分與其他基輔級相同，包括12架Yak-38戰鬥機（它們後來於1992年退役）、20架卡-25或卡-27直升機、2架卡-31空中預警直升機，另外，巴庫號也被作為雅克-141超音速垂直起降戰鬥機的測試平台。

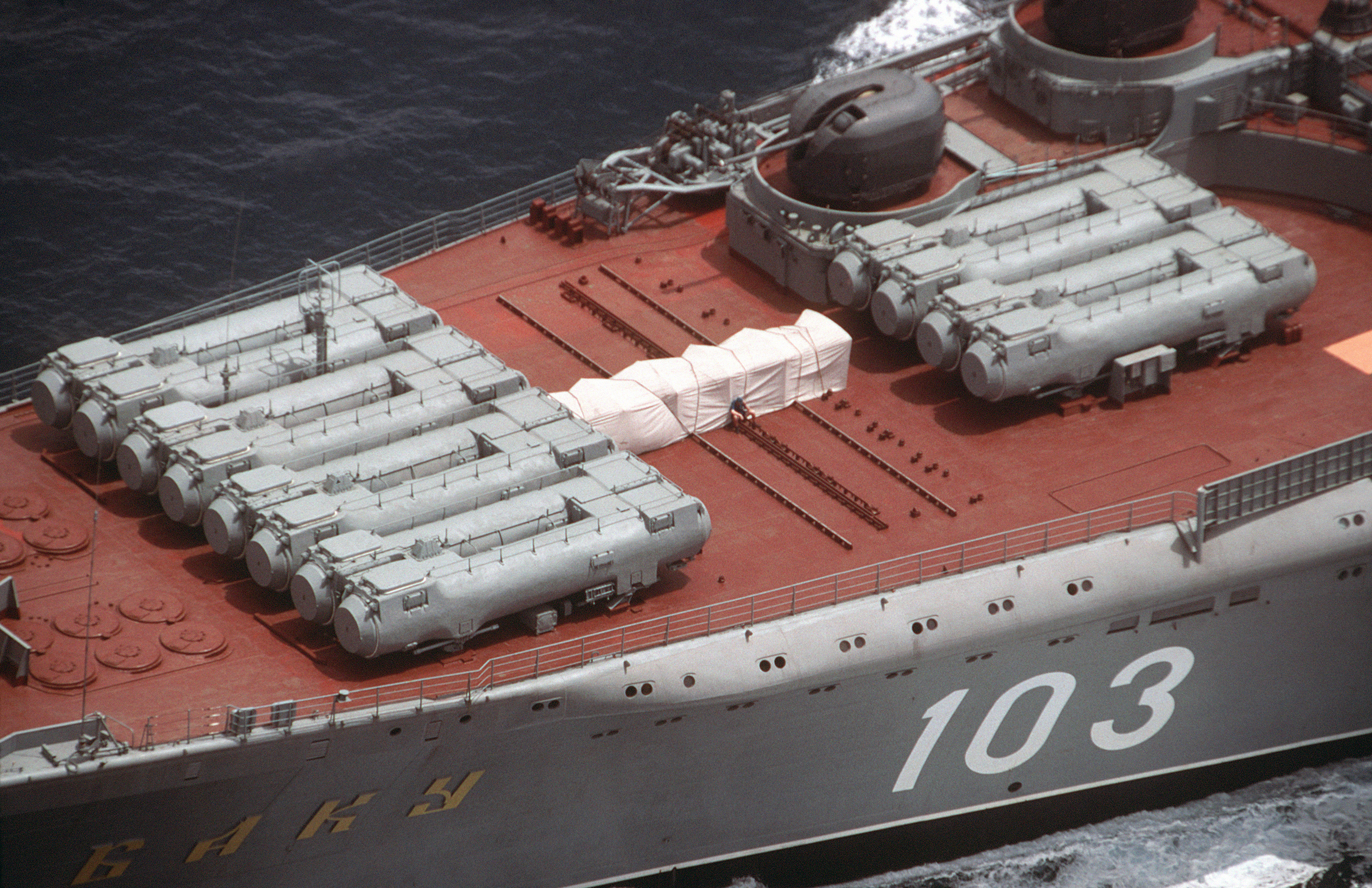
SS-N-12反艦飛彈和100公釐砲
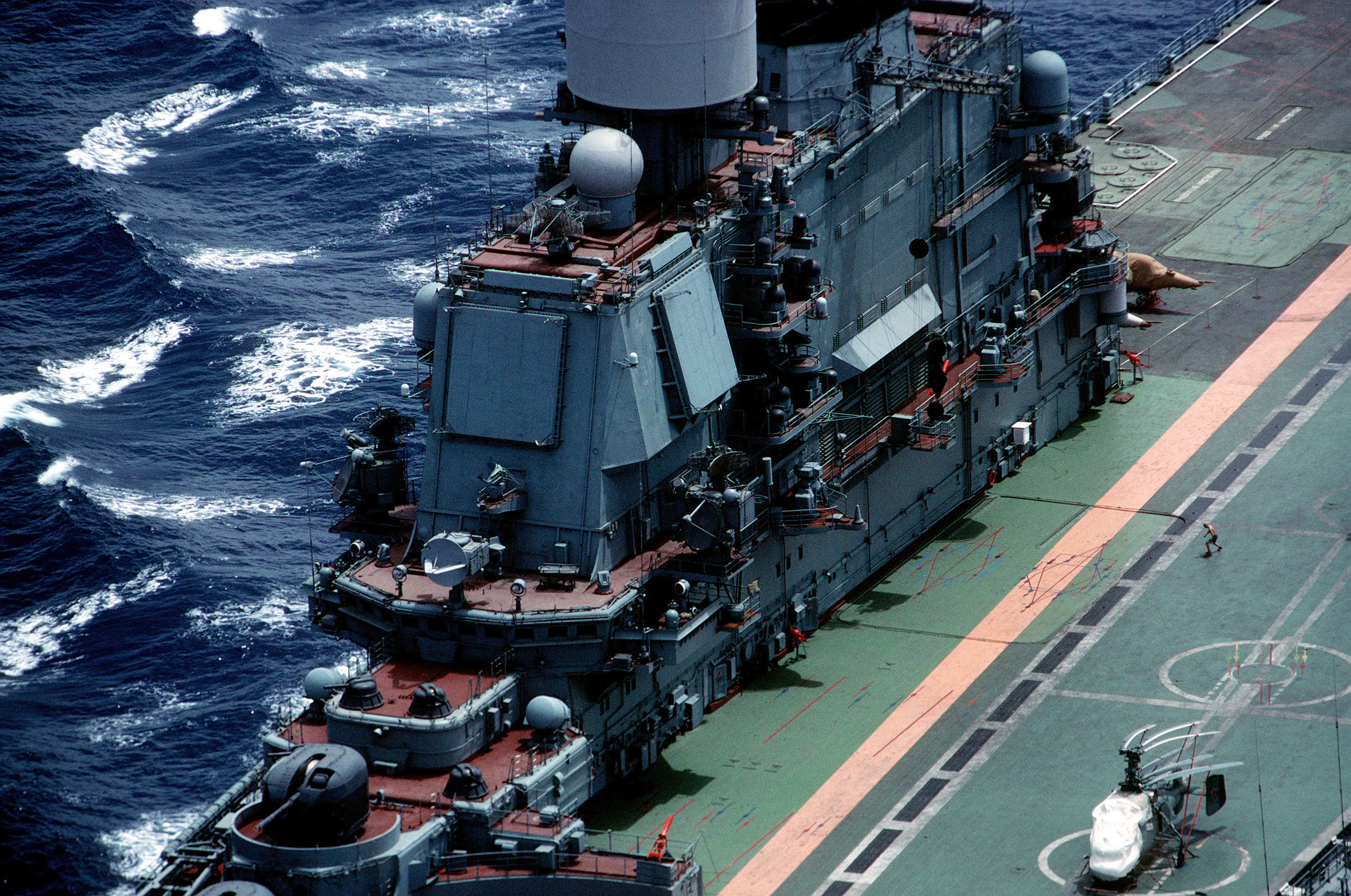
艦橋「頂板」雷達和「十字劍」制導雷達
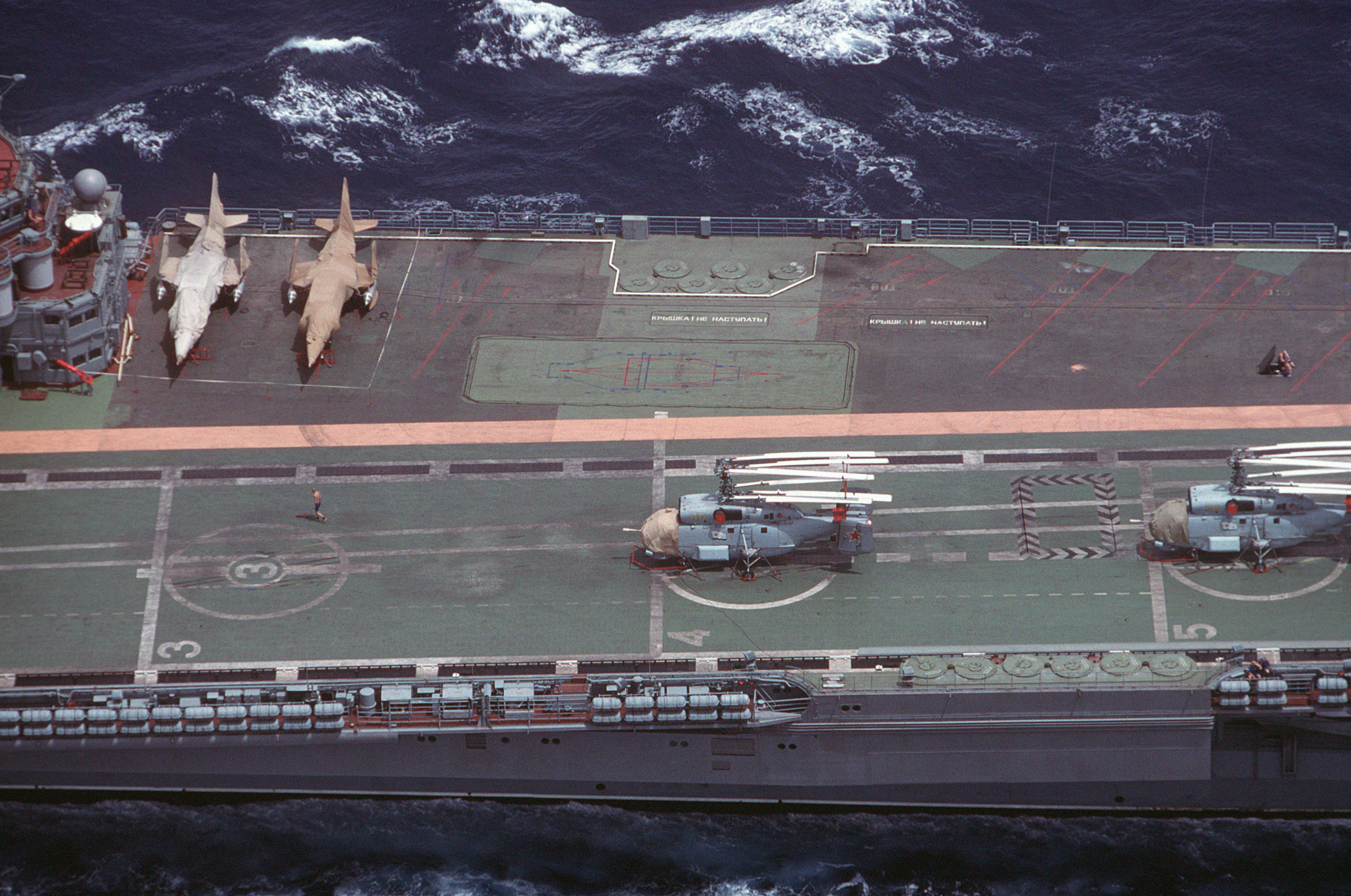
甲板機庫電梯
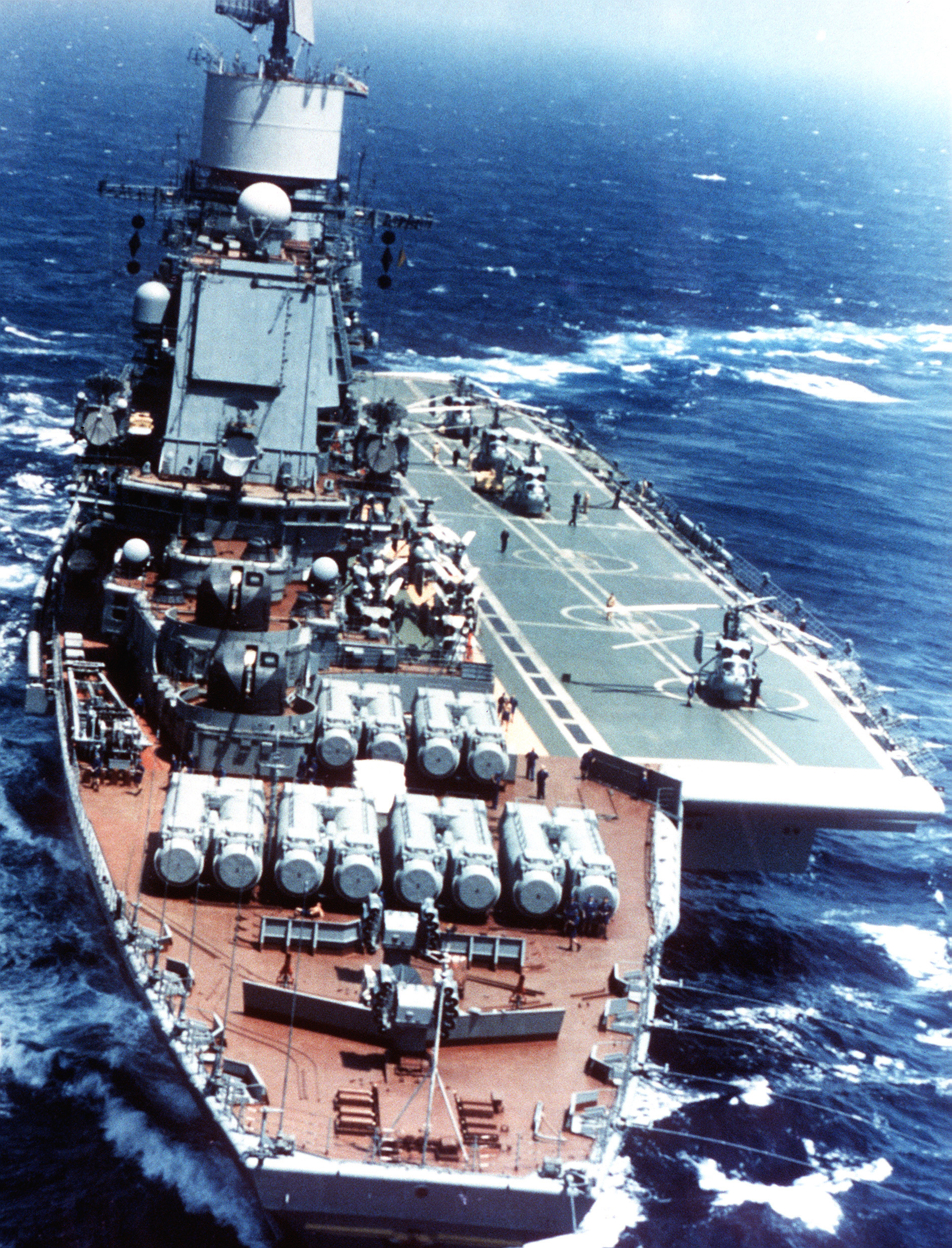
艦橋頂「糕餅筒」飛機航管系統

## 資料來源
1. 1 2 3 4 5 6 7 8  .   [2013年1月30日]. （原始内容存档于2013年4月4日）.
2. ↑  （英文）Russia, India to sign additional accord on Admiral Gorshkov aircraft carrier 的存檔，存档日期2011-10-16.
3. ↑  （英文）INS Vikramaditya: Waiting for Gorshkov… （页面存档备份，存于）
4. ↑  （英文）Russia's Admiral Gorshkov aircraft carrier to become expensive Mercedes for Indian navy （页面存档备份，存于）
5. ↑  （英文）India, Russia end stalemate over Gorshkov price deal （页面存档备份，存于）
6. ↑  （英文）India, Russia end stalemate over Gorshkov's price deal （页面存档备份，存于）
7. ↑  （英文）Gorshkov price settled at $2.3 billion 的存檔，存档日期2011-06-06.
8. ↑  The Hindu （页面存档备份，存于）,INS Vikramaditya begins sea trials.
9. ↑  印度购俄航母在高速海试时动力崩溃 至少延期一年 （页面存档备份，存于） - 鳳凰網轉自環球網，2012年9月17日

## 外部連結
- Проект ТАКР 1143.4 -  БАКУ - АДМИРАЛ ГОРШКОВ Архивн.- Подробное описание проекта.
- Project 1143 Krechyet Kiev class （页面存档备份，存于）
- Delay in Naval Projects
- Admiral Gorshkov （页面存档备份，存于）